# 오카즈

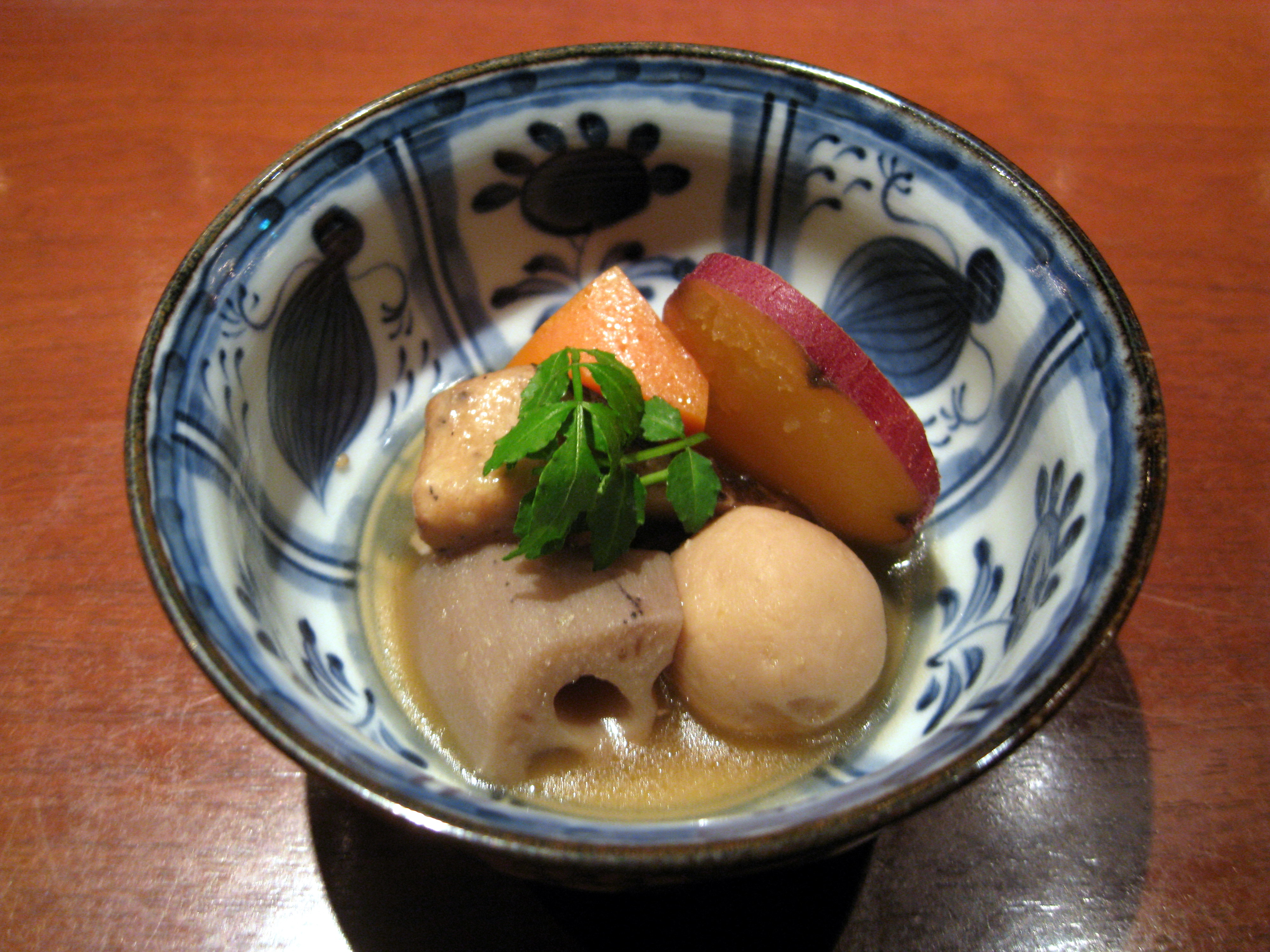
오카즈는 "반찬"의 호칭일 뿐이다.

오카즈(おかず 또는 お数; お菜; 御菜)는 밥에 곁들일 반찬을 의미하는 일본어이다. 식이보조제이다. 밥과 잘 어울리도록 삶아 양념을 하여 만든 것으로 주로 생선, 고기, 채소, 두부 등으로 만든다. 밥과 함께 먹는 거의 모든 음식은 오카즈로 간주될 수 있지만, 후리카케는 특히 밥과 함께 먹기보다 밥 자체에 풍미를 더하기 위한 것이다. 현대 일본 요리에서 오카즈는 쌀 대신 국수를 곁들일 수 있다.

## 같이 보기
- 반찬
- 메제